# بلاتانوس (إماثيا)
بلاتانوس (Πλάτανος) هي مدينة في إيماثيا في مقاطعة فوريا إلادا في اليونان.